# Adamson (krater)
Adamson är en nedslagskrater med en diameter på 27 kilometer, på planeten Venus. Adamson har fått sitt namn efter författaren och konstnären Joy Adamson.